# Wilhelm Withöft
Wilhelm Karlovitch Withöft, en russe : Вильгельм Карлович Витгефт, parfois russifié en Vilgelm Vitgeft, né le 14 novembre 1847 à Odessa, mort le 10 août 1904 en mer Jaune, est un amiral russe de la guerre russo-japonaise (1904-1905).

## Biographie
Issu d'une famille noble de Moscou, d'origine germanique, Wilhelm Withöft fit ses études à l'École du Corps naval des cadets de Saint-Pétersbourg. Il en sortit diplômé en 1870. Il effectua un tour du monde à bord du clipper Vsadnik. Il fut promu sous-officier en 1870, garde-marine en 1871, et lieutenant de marine en 1873. De 1875 à 1878, il reçut une formation dans l'artillerie et d'expert en mines. Par la suite, il occupa diverses fonctions à bord de navires appartenant à la Flotte de la mer Baltique.
En 1885, Withöft fut promu capitaine de deuxième rang et obtint également son premier commandement à bord de la canonnière Groza. De 1892 à 1893, il commanda le croiseur Voïevoda. En 1894, après avoir été nommé capitaine de premier rang et inspecteur en chef des mines, il prit le commandement du croiseur Naïezdnik. De 1895 à 1898, il commanda le croiseur Dmitri Donskoï.De 1898 à 1899, il commanda le cuirassé Oslabya. Il fut transféré comme kontr-admiral, le 26 octobre 1899 à la Flotte du Pacifique, dans laquelle il servit en qualité de chef de cabinet du vice-roi d'Extrême-Orient, l'amiral Evgueni Ivanovitch Alexeïev. Il occupa ce poste jusqu'en 1903.

### Guerre sino-russe
De 1900 à 1901 le contre-amiral prit part aux opérations contre la révolte des boxers et fut décoré de l'Ordre de Saint-Stanislas (première classe avec épée).

### Guerre russo-japonaise
Après le décès de l'amiral Makarov, Withöft remplit temporairement les fonctions de commandant de la première escadre du Pacifique (17 avril 1904). Il eut la lourde responsabilité, sous le feu de l'ennemi, de remettre de l'ordre et de réparer les bâtiments de guerre endommagés par les tirs japonais. Le vitse-admiral Skydlov, remplaçant de l'amiral décédé, ne pouvait se rendre à Port-Arthur. Aussi Nicolas II donna l'ordre à Withöft de sortir l'escadre de Port-Arthur afin d'effectuer une percée à Vladivostok. Le contre-amiral hésitait cependant à prendre la mer. Le matin du 10 août 1904, l'escadre russe mit finalement le cap sur Vladivostok. 

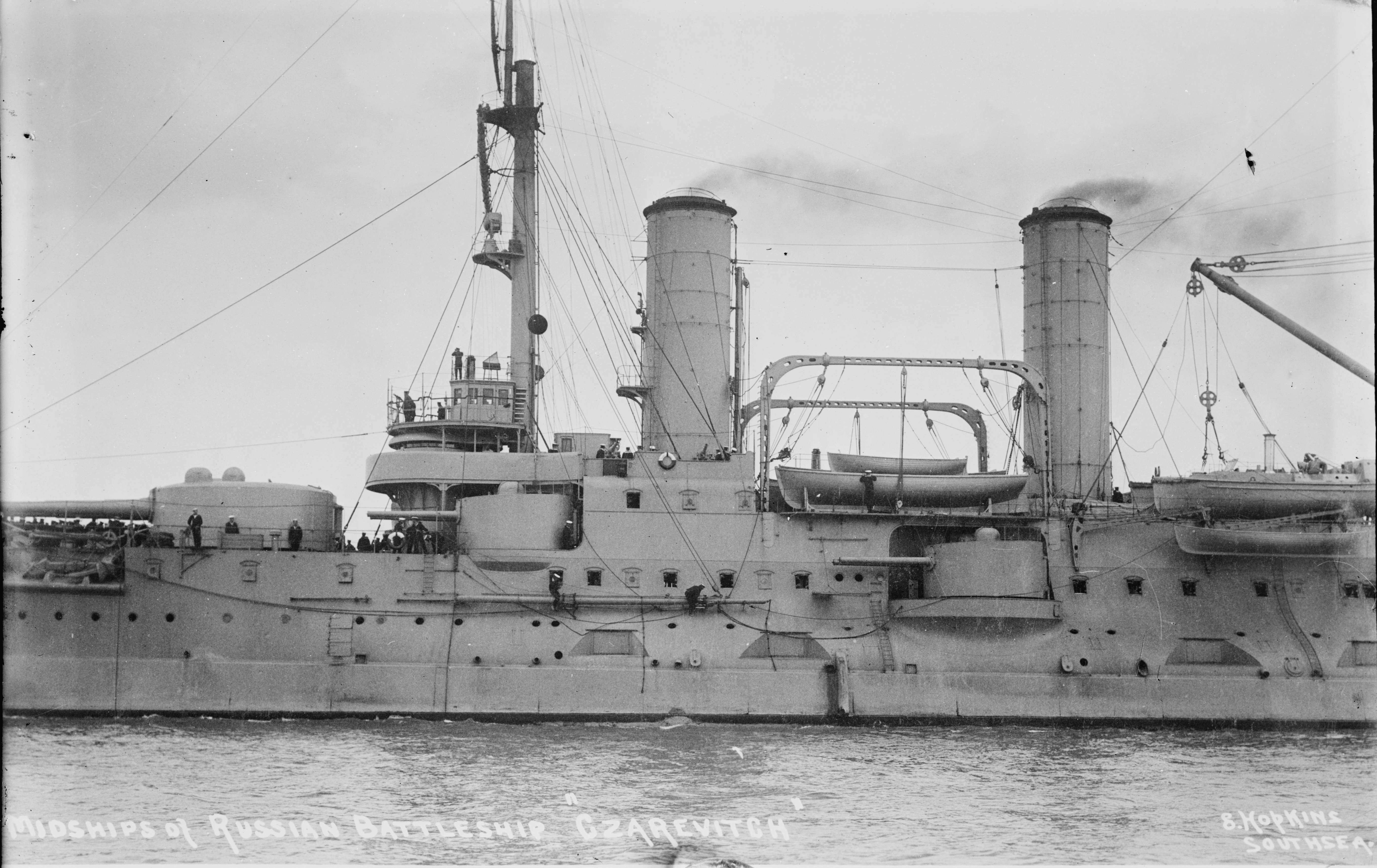
Le cuirassé russe Tsarévitch, participant à la Bataille de la mer Jaune.

La flotte russe se composait du cuirassé Tsarevitch, du cuirassé Retvizan, du Pobeda, du Peresvet, du Sébastopol et du cuirassé Poltava, de quatre croiseurs et de quatorze destroyers. La flotte russe fut interceptée par la flotte de l'amiral Togo en mer Jaune.

### Décès
Au cours de la bataille de la mer Jaune (10 août 1904), le kontr-admiral Withöft est tué lorsque son navire-amiral le Tsarevitch est touché par plusieurs obus.

## Famille
Ses enfants :
- Alexandre Vilgelmovitch Withöft : (8 juillet 1879-29 août 1965), capitaine de deuxième rang (6 décembre 1912, commandant du dragueur de mines Oural (1915-1916). Après la Révolution russe, il vécut à Tallinn, puis en Allemagne et décéda à Darmstadt ;
- Vladimir Vilgelmovitch Withöft : (21 novembre 1884-1er mars 1917), capitaine de (premier rang) (8 septembre 1915), chevalier de l'Ordre de Saint-Georges (quatrième classe) le 8 juillet 1907, tué à Kronstadt[8].

## Distinctions
- 1901 : Ordre de Saint-Stanislas (première classe avec épée)
- Ordre de la Couronne (deuxième classe avec étoiles et épées)
- Ordre du Soleil levant (deuxième classe)